# Дієгу Вілверсон Феррейра Соуза
Дієгу Вілверсон Феррейра Соуза (порт. Dyego Sousa, нар. 14 вересня 1989, Сан-Жозе-де-Рібамар) — бразильський і португальський  футболіст, центральний нападник китайського клубу «Шеньчжень». Грає на умовах оренди за «Фамалікан».

## Ігрова кар'єра
Народився 14 вересня 1989 року в місті Сан-Жозе-де-Рібамар. Розпочав грати у футбол в академії «Палмейраса», а 2007 року відправився до Португалії, де тренувався в школі «Насьонала». 2009 року повернувся на батьківщину і навчався у клубах «Мото Клуб» та «Операріо Ферровіаріо».
У дорослому футболі дебютував 2010 року виступами за португальську команду «Лейшойнш», в якій провів один сезон, взявши участь у 10 матчах Сегунди. У сезоні 2011/12 виступав у вищому дивізіоні Анголи за «Інтер» (Луанда), після чого повернувся в португальську Сегунду і грав за «Тонделу» та «Портімоненсі».
Своєю грою за останню команду привернув увагу представників тренерського штабу клубу вищого португальського дивізіону «Марітіму», до складу якого приєднався 2014 року. Відіграв за клуб Фуншала наступні три сезони своєї ігрової кар'єри. Більшість часу, проведеного у складі «Марітіму», був основним гравцем атакувальної ланки команди.
Влітку 2017 року приєднався до клубу «Брага» на правах вільного агента, за який виступав протягом двох років.
У липні 2019 року за 5,6 мільйонів євро перейшов до китайського «Шеньчженя». Вже в січні 2020 року повернувся до Португалії, приєднавшись на умовах оренди до лав «Бенфіки». 5 жовтня того ж року був орендований клубом «Фамалікан».

## Виступи за збірну
22 березня 2019 року дебютував в офіційних матчах у складі національної збірної Португалії, вийшовши на заміну у грі відбору на Євро-2020 проти збірної України (0:0).
| Дата      | Місто   | Господарі  | Результат | Гості   | Турнір            | Голи | Примітки |
| --------- | ------- | ---------- | --------- | ------- | ----------------- | ---- | -------- |
| 22-3-2019 | Лісабон | Португалія | 0 – 0     | Україна | Відбір до ЧЄ 2020 | -    | 73'      |
| 25-3-2019 | Лісабон | Португалія | 1 – 1     | Сербія  | Відбір до ЧЄ 2020 | -    | 57'      |
| Усього    |         | Матчів     | 2         |         | Голів             | 0    |          |

## Титули і досягнення
- Переможець Ліги націй УЄФА: 2018-19